# Stan McQuay
Stan Michael McQuay (ur. 12 lipca 1973 w Yokosuce w regionie Kantō, Japonia) − profesjonalny amerykański kulturysta, członek federacji IFBB (International Federation of BodyBuilders).

## Życiorys
Urodzony w Yokosuce w Japonii, jest synem Japonki i Irlandczyka − żołnierza Marynarki Wojennej Stanów Zjednoczonych. Jako kilkulatek przeniósł się z rodziną do Stanów Zjednoczonych. Dojrzewając w Południowej Kalifornii, większość wolnego czasu poświęcał surfingowi oraz jeździe na deskorolce. W okresie studiów był uczelnianym mistrzem sztuk walki, w młodości zdobył zresztą dwa czarne pasy w oddzielnych dyscyplinach tego sportu. W wieku dziewięciu lat grywał także w piłkę nożną.
Następnie McQuay zaczął interesował się kulturystyką. Początkowo korzystał z pomocy osobistego trenera i brał udział w lokalnych zawodach kulturystycznych, lecz wkrótce jego kariera się rozwinęła. W 1997 roku zwyciężył w zawodach California Natural Championships federacji ABA, a już rok później debiutował jako profesjonalny kulturysta podczas prestiżowej Musclemanii, w trakcie której − w kategorii wagowej półśredniej − wywalczył drugie miejsce na podium.
Obecnie mieszka w Canoga Park, dzielnicy Los Angeles. Prócz kulturystyki, zajmuje się modelingiem (jest modelem fitness) oraz zarabia jako trener prywatny. Z zawodu jest kinezjologiem.
Warunki fizyczne:
- wzrost: 170 cm
- waga w sezonie: 84-86 kg
- waga poza sezonem: 93-95 kg

## Osiągi

### Wybrany wykaz osiągnięć kulturystycznych
- 1997:
  - ABA California Natural Championships − I m-ce
- 1998:
  - Musclemania, kategoria półśrednia − II m-ce
- 1999:
  - Musclemania, kat. półśrednia − I m-ce
- 2000:
  - NPC California Championships, kat. średnia − I m-ce
  - Musclemania Superbody − I m-ce
  - Musclemania Professional − II m-ce
  - NPC USA Championships, kat. średnia − IV m-ce
- 2001:
  - Musclemania Superbody Professional − I m-ce
- 2002:
  - NPC USA Championships, kat. średnia − I m-ce
- 2003:
  - NPC Nationals, kat. średnia − II m-ce
- 2004:
  - NPC Nationals, kat. średnia − II m-ce
- 2006:
  - NPC Nationals, kat. lekkociężka − I m-ce
- 2009:
  - Orlando Jacksonville Professional − I m-ce

### Wykaz magazynów, na okładkach których gościł McQuay
- 2002:
  - Muscle and Fitness (wydanie grudniowe; vol. 63, #12)
- 2004:
  - Muscle Mag International (wyd. kwietniowe; #262)
- 2005:
  - Planet Muscle (wyd. kwietniowe; vol. 8, #2)
- 2006:
  - Planet Muscle (wyd. czerwcowe; vol. 9, #3)
  - Muscle and Fitness (wyd. październikowe; vol. 67, #10)
- 2008:
  - Muscle and Fitness (wyd. marcowe)
  - Muscle and Fitness (wyd. majowe)
- ????:
  - Muscle Polynesia (?)